# アリスタルコス

アリスタルコス

アリスタルコス（希: Αρίσταρχος, 羅: Aristarchus、紀元前310年 - 紀元前230年頃）は、古代ギリシアの天文学者・数学者。ギリシャのサモス島に生まれた。同名の人物と区別するために、サモスのアリスタルコス（希: Αρίσταρχος  ὁ Σάμιος, 羅: Aristarchus Samius, 英: Aristarchus of Samos）と呼ばれることも多い。
宇宙の中心には地球ではなく太陽が位置しているという太陽中心説を最初に唱えた（このため彼は「古代のコペルニクス」と呼ばれることもある）。彼の天文学の学説は広く受け入れられることはなく、ずっとアリストテレスやプトレマイオスの説が支配的だったが、約2,000年後にコペルニクスが再び太陽中心説（地動説）を唱え、発展することとなった。

## 学説

### 太陽中心説
現代に残っているアリスタルコスの唯一の著作である Περί μεγεθών και αποστημάτων Ηλίου και Σελήνης （『太陽と月の大きさと距離について』）は地球中心説（天動説）の世界観に基づくものである。しかし、記録に残されている引用句を通じて、アリスタルコスがこれに代わる太陽中心説の仮説を提唱した別の書物を著していたことが明らかになっている。パッポスの論文集「小天文学」に収録されている。10世紀ごろにアラビア語に翻訳されており、15世紀ごろにラテン語訳が刊行された。ギリシア語のテキストは1700年ごろに出版された。1800年ごろにフランス語訳およびドイツ語訳が出版された。アルキメデスは小文 Ψαμμίτης（「砂粒を数えるもの」）の中で以下のように書いている。
アリスタルコスは恒星は非常に遠い距離にある他の太陽ではないかと考えていた。彼はまたこの非常に遠い距離が、恒星に視差（地球が太陽の周囲を公転することで恒星の見かけの位置が変化する現象）が見られない理由であると考えた。恒星の視差は望遠鏡を使わなければ検出することができない為、アリスタルコスの推論は正しかったが当時は証明出来なかった。
アリスタルコスの地動説が当時の人々に神聖冒とくとされたとするのは一般的な誤解である。ルシオ・ルソはこの誤解をジレ・メナジュによる印刷のプルタルコスのΠερί του εμφαινομένου προσώπου τω κύκλω της σελήνης(On the Apparent Face in the Orb of the Moon)の一節に帰し、そこにおいてアリスタルコスはストア派の首座のクレアンテスを太陽崇拝者でありながら太陽中心説(地動説)に反対しているとからかい、プルタルコスの元の原稿ではアリスタルコスはクレアンテスは不信心の罪で罰せられるべきだと言っている。ガリレオとジョルダーノ・ブルーノの裁判から時を経てないメナジュの版では主格と対格が置き換えられアリスタルコスが不信心な事となっている。この結果、迫害され孤立したアリスタルコスのイメージが現在に至っている。
プルタルコスによるとアリスタルコスは地動説を仮説として提示していただけだがアリスタルコスの1世紀後のギリシャの天文学者Seleucus of Seleuciaは地動説を明確な見解とし実証も行ったとしている。しかしその完全な記録は見つかっていない。

### 月の大きさ

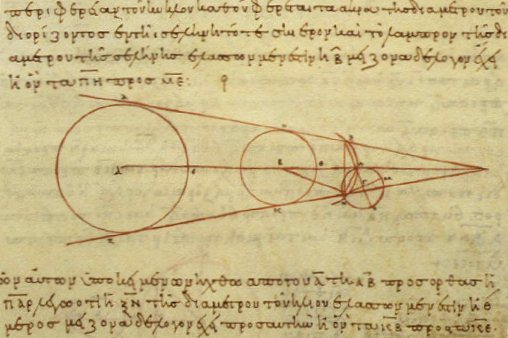
アリスタルコスの『太陽と月の距離と大きさについて』の写本（10世紀頃）

アリスタルコスは月食の際に月が地球の影の中を通過する様子を観測した。彼はこの観測から、地球の直径は月の直径の約3倍であると見積もった。地球の外周を252,000スタディア（一説では約42,000km）であると求めたエラトステネスは、このことから月の外周を約14,000kmであると結論した。実際の月の外周は約10,916kmである。

### 太陽までの距離
アリスタルコスは、月が上弦または下弦の時には太陽と月と地球がほぼ直角三角形を作ると述べた。彼はこの時の地球から見た月と太陽の離角を約87度と見積もった。この値を用いれば三角形の幾何学から太陽までの距離を求めることができる。アリスタルコスは計算によって、太陽は月よりも約20倍遠い距離にあると結論した。実際には上弦または下弦の時の月の離角は約89度50分で、太陽は月よりも約390倍遠い距離にある。アリスタルコスが用いた幾何学は正しかったが、観測した離角の値があまり正確でなかった。また彼は、月と太陽は見かけの角直径がほぼ等しいため、両者の実際の直径は各々の地球からの距離に比例するはずだと指摘した。ここから彼は、太陽は月よりも20倍大きいという結論を観測データから論理的に導いた。この数値自体は観測が不正確だったために間違っていたが、この推論は太陽が地球よりも明らかに大きいことを示唆しており、太陽中心説を支持する材料となりうるものだった。

## 日本語訳
- 『世界の名著9』 種山恭子訳 中央公論社 1972年